# حمزه قاسم (ورزشکار)
حمزه قاسم (عربی: حمزة قاسم؛ زادهٔ ۱ ژوئیهٔ ۱۹۳۳ در بصره) دروازه‌بان فوتبال سابق اهل عراق است.
از باشگاه‌هایی که در آن بازی کرده‌است می‌توان به باشگاه ورزشی المیناء اشاره کرد.
وی همچنین در تیم ملی فوتبال عراق بازی کرده‌است.
قاسم بازیکن چندین رشته ورزشی است. او علاوه بر اینکه یک بازیکن فوتبال تیم ملی بوده، بازیکن بسکتبال تیم ملی عراق بوده‌است. او همچنین ورزشکار دو و میدانی (پرش ارتفاع و دو ۱۱۰ متر بامانع) بوده‌است.
قاسم اولین فدراسیون بدمینتون عراق، و اولین تیم مردان و تیم زنان بدمینتون در عراق را در دهه ۱۹۷۰ تأسیس کرد.